# Aéroport de Derry
« EGAE » redirige ici. Pour l'entreprise, voir Egaé.
L'aéroport de Derry, officiellement City of Derry Airport (« aéroport de la ville de Derry ») (code IATA : LDY • code OACI : EGAE) est un aéroport situé à Londonderry (ou Derry) en Irlande du Nord, au Royaume-Uni.

## Galerie

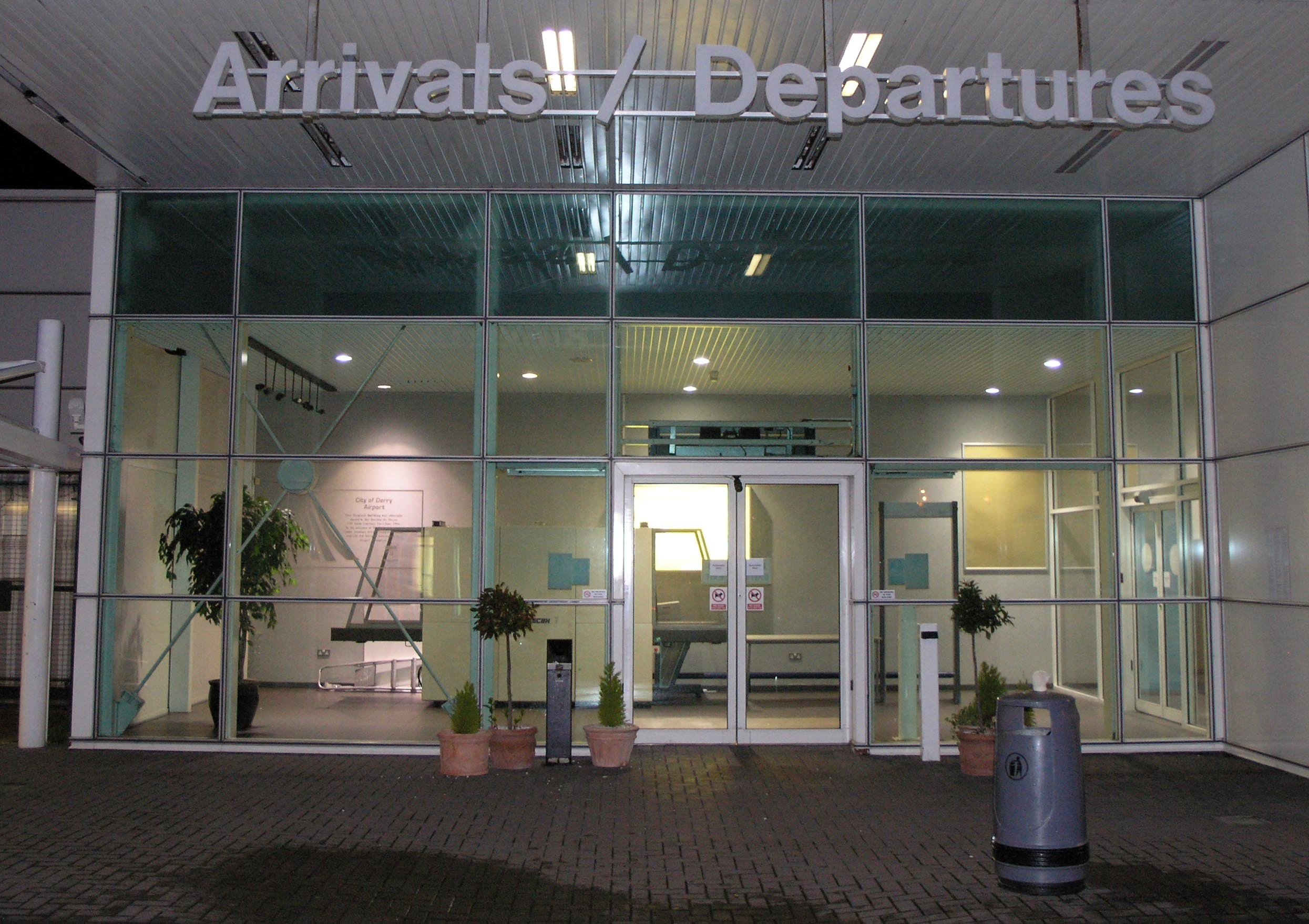
Entrée de l'aéroport.
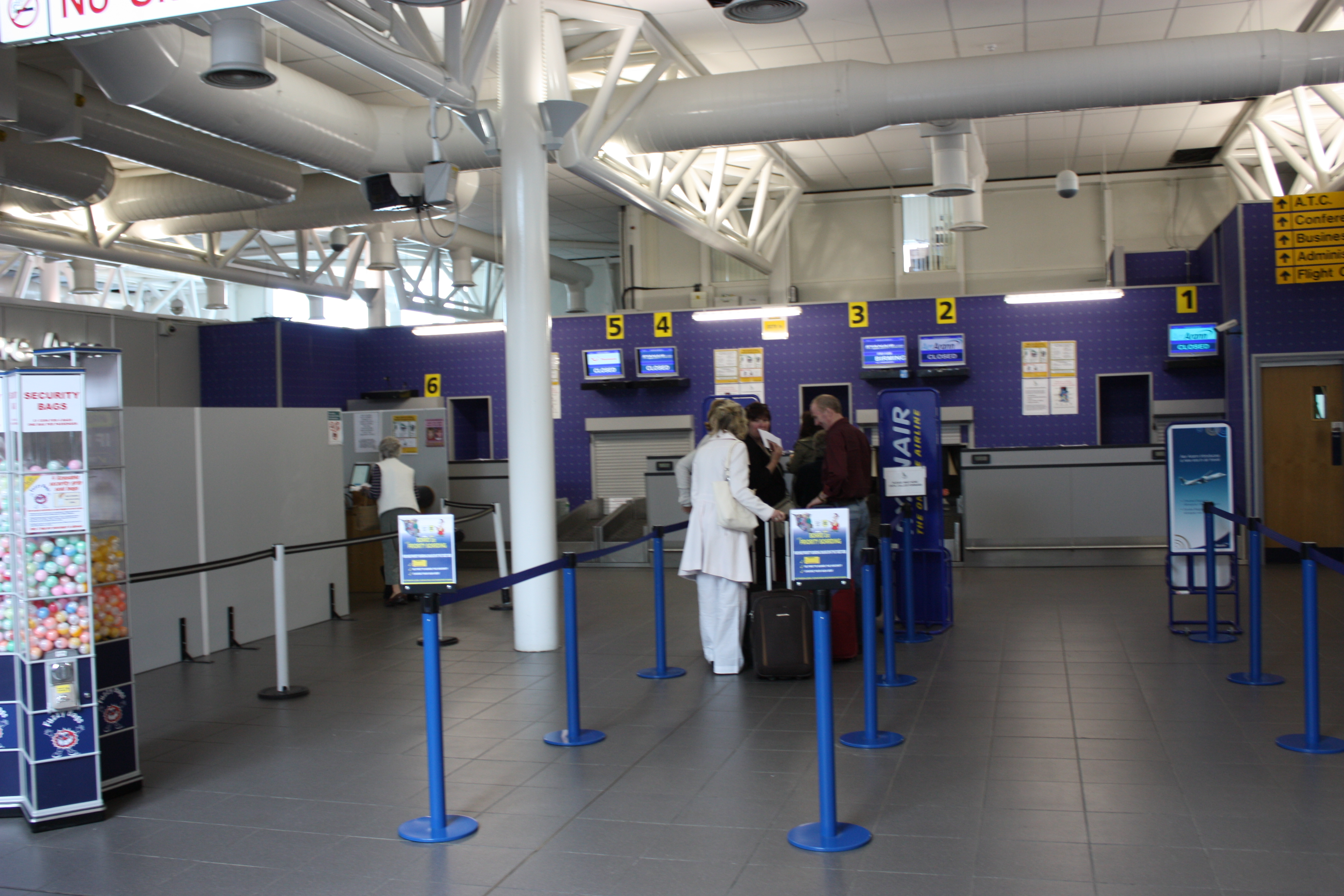
Comptoirs d'enregistrement 1 à 6.
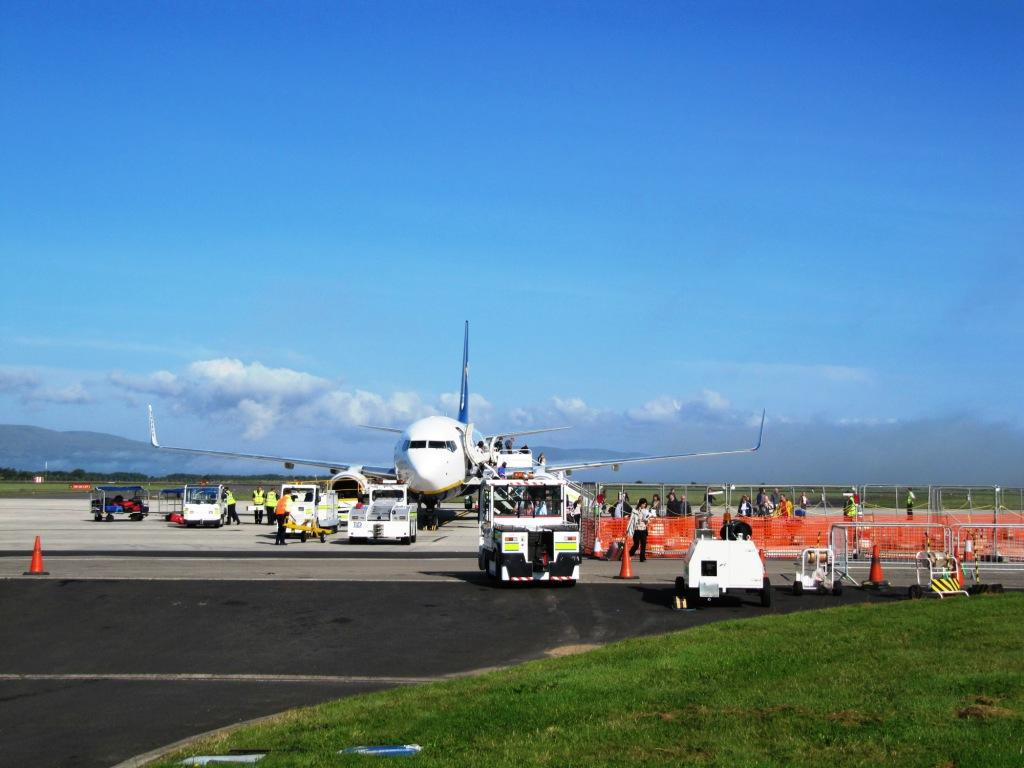
Vue sur le tarmac.

## Situation
| Derry Belfast-G. Best Belfast |

## Compagnies et destinations
| Compagnies      | Destinations                             |
| --------------- | ---------------------------------------- |
| British Airways | En saison charter: Faro                  |
| easyJet         | Édimbourg, Liverpool-J.-Lennon           |
| Loganair        | Glasgow, Londres-Heathrow                |
| Neos            | En saison charter : Vérone - Villafranca |
| Ryanair         | Birmingham, Manchester                   |

Édité le 05/10/2019   Actualisé le 5/10/2024

## Statistiques
Pour des raisons techniques, il est temporairement impossible d'afficher le graphique qui aurait dû être présenté ici.

Voir la requête brute et les sources sur Wikidata.
|      | Nombre de passagers | Nombre de mouvements |
| ---- | ------------------- | -------------------- |
| 1997 | 56 043              | 3 121                |
| 1998 | 49 095              | 2 740                |
| 1999 | 103 504             | 2 329                |
| 2000 | 162 704             | 3 261                |
| 2001 | 187 519             | 4 736                |
| 2002 | 199 146             | 4 340                |
| 2003 | 205 505             | 4 728                |
| 2004 | 234 487             | 4 309                |
| 2005 | 199 357             | 4 146                |
| 2006 | 341 719             | 4 748                |
| 2007 | 427 586             | 5 733                |
| 2008 | 438 996             | 5 825                |
| 2009 | 345 857             | 4 185                |
| 2010 | 339 432             | 3 848                |
| 2011 | 405 697             | 3 839                |
| 2012 | 398 209             | 3 326                |
| 2013 | 384 973             | 3 156                |
| 2014 | 350 257             | 2 595                |
| 2015 | 284 485             | 1 927                |
| 2016 | 290 671             | 1 920                |